# Saint-Amand-de-Vergt
Saint-Amand-de-Vergt is een gemeente in het Franse departement Dordogne (regio Nouvelle-Aquitaine) en telt 199 inwoners (1999). De plaats maakt deel uit van het arrondissement Périgueux.

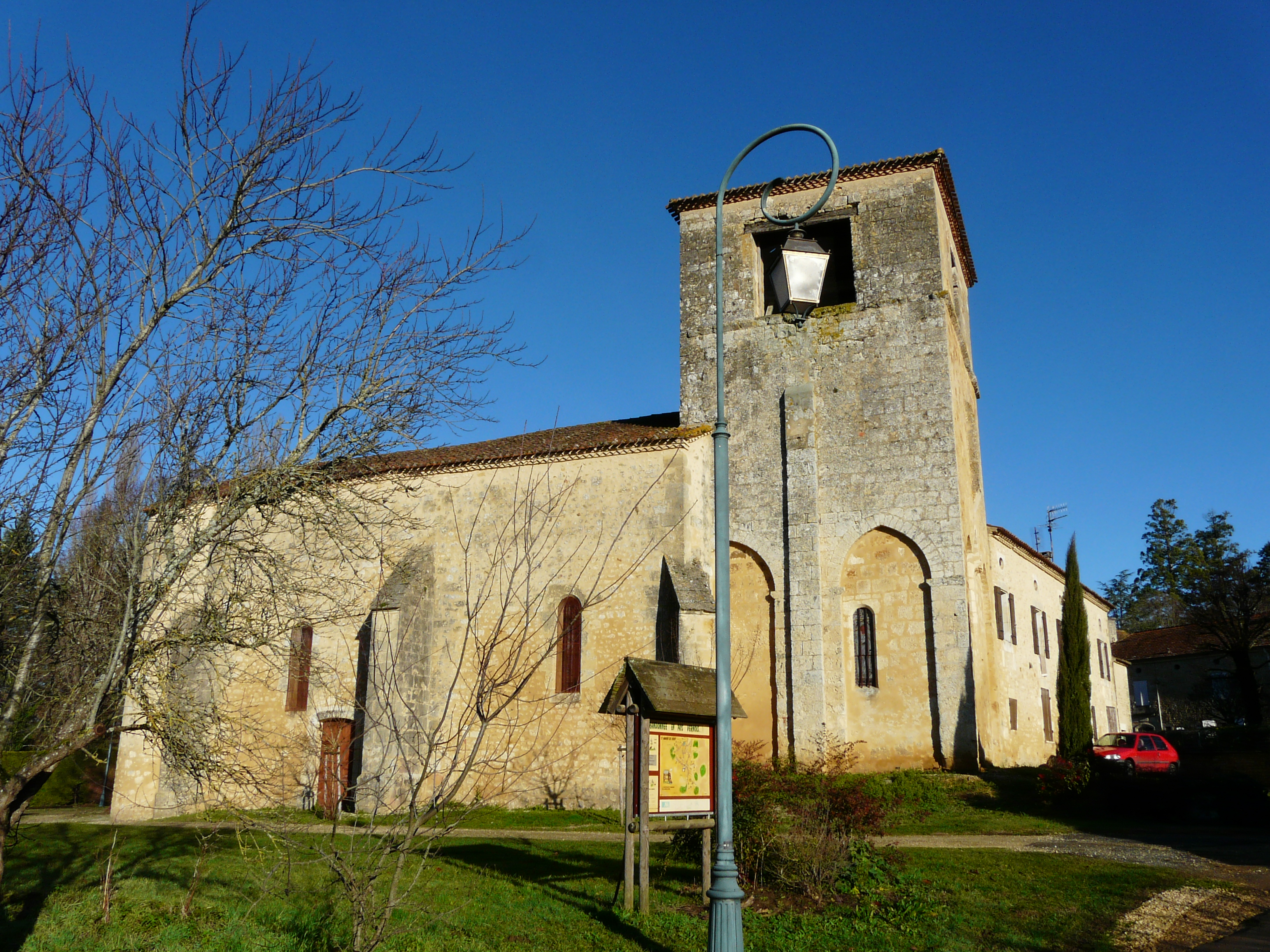
Kerk van Saint-Amand-de-Vergt
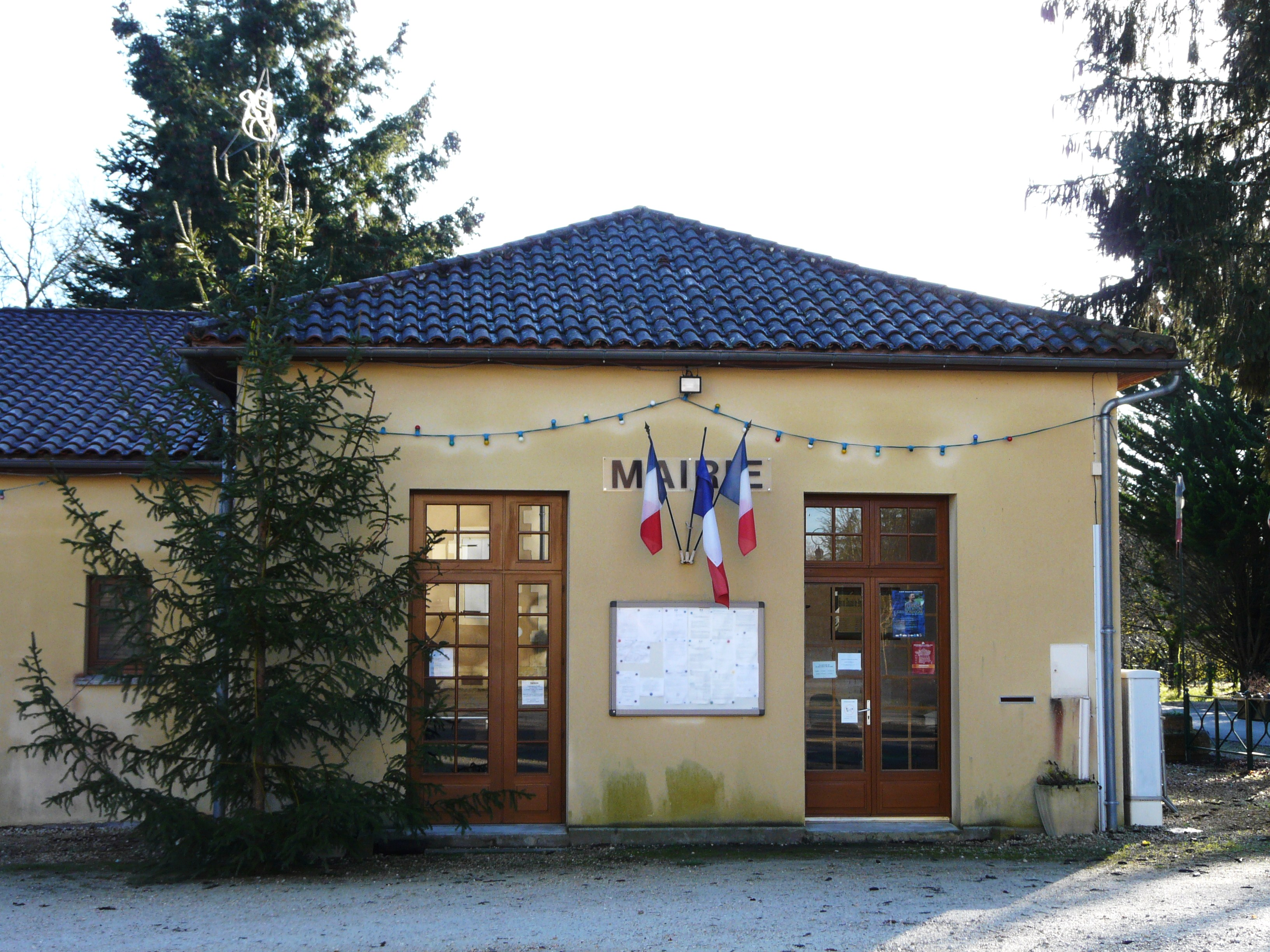
Gemeentehuis
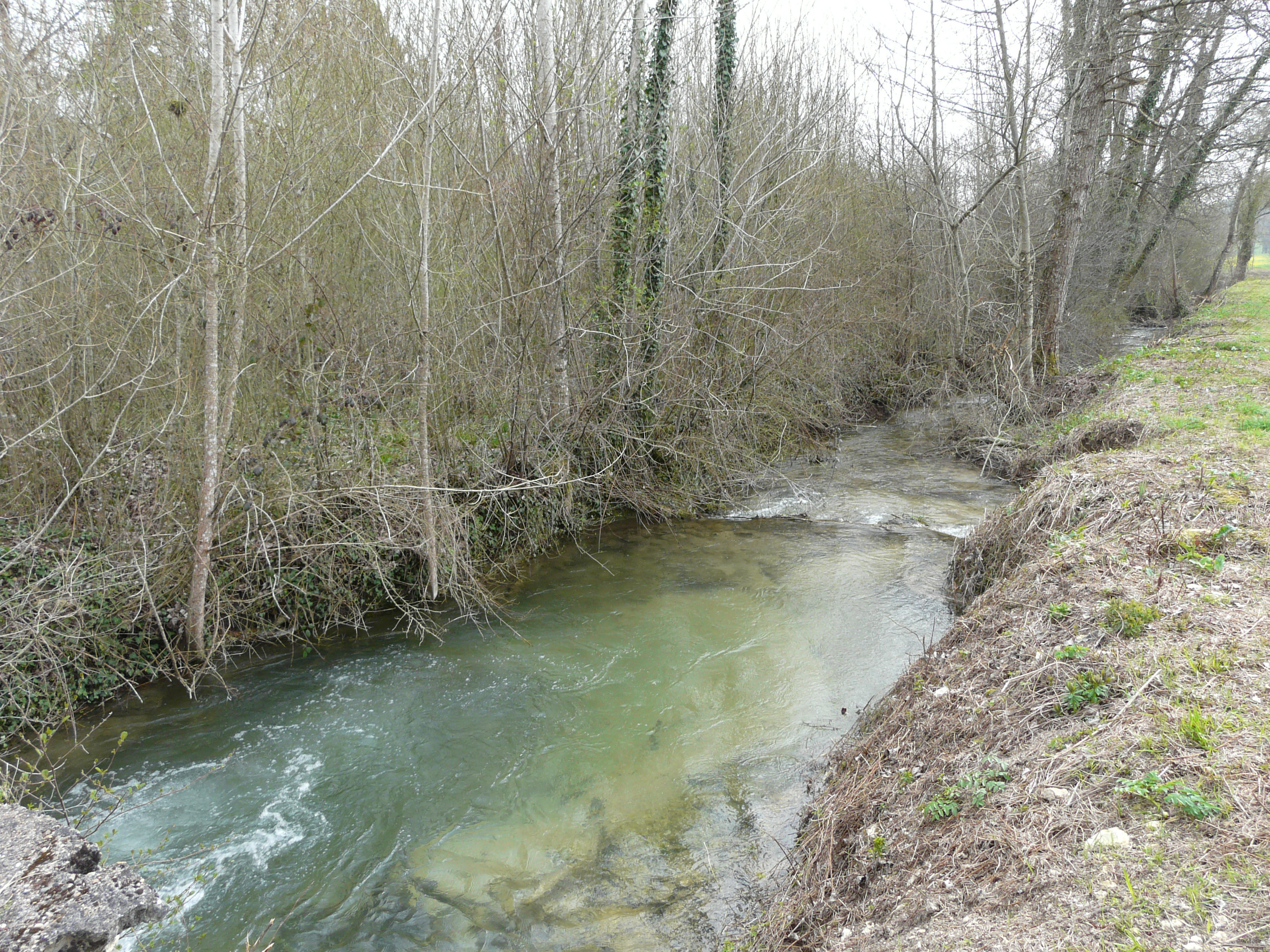

## Geografie
De oppervlakte van Saint-Amand-de-Vergt bedraagt 12,4 km², de bevolkingsdichtheid is 16,0 inwoners per km².
De onderstaande kaart toont de ligging van Saint-Amand-de-Vergt met de belangrijkste infrastructuur en aangrenzende gemeenten.

## Demografie
Onderstaande figuur toont het verloop van het inwonertal (bron: INSEE-tellingen).